# Emil František Burian
Emil František Burian (11. června 1904 Plzeň – 9. srpna 1959 Praha) byl český básník, publicista, zpěvák, herec, hudebník, hudební skladatel, dramaturg, dramatik a význačný režisér.

## Život
Narodil se v Plzni v rodině operního pěvce-barytonisty Emila Buriana, člena Městského divadla, a jeho manželky Vlasty, rozené Hatlákové, učitelky zpěvu (její sestra Zdenka Hatláková 1886–1970, byla operní pěvkyně). V Praze studoval na smíchovském gymnáziu, ze kterého přešel do mistrovské školy Pražské konzervatoře. Zde absolvoval v roce 1927 jako žák Josefa Bohuslava Foerstera.
E. F. Burian byl členem levicově orientované literární skupiny Devětsilu. V letech 1926–1927 spolupracoval s Osvobozeným divadlem, odkud po rozepřích s Jindřichem Honzlem spolu s Jiřím Frejkou odešli a založili si vlastní Divadlo Dada. Poté spolupracoval s Frejkovou scénou Moderní studio.
V roce 1923, tj. ve svých devatenácti letech, vstoupil z přesvědčení do KSČ, což ovlivnilo jeho další činnost, která byla často až agitační. Roku 1927 založil hudebně recitační soubor Voiceband.
V sezóně 1930/1931 jej angažoval ředitel Antonín Drašar jako režiséra do divadla v Olomouci, kde Burian využíval i svého voicebandu a sám se také uplatnil jako jazzový zpěvák. Ve druhé polovině roku 1931 se vrátil Burian krátce do Brna do Zemského divadla.
Koncem roku 1933 založil divadlo D 34 (zahájení činnosti 16. září 1933), kde uskutečňoval svůj program politicky vyhraněného levicového divadla – číslo označovalo vždy letopočet konce sezony – každý rok název divadla posouval o jedno číslo a tak až do D 41. V předválečných letech mimo jiné ve svém divadle zorganizoval protestní petici proti uvěznění slavného ruského režiséra Mejercholda, jenž byl později na Stalinův příkaz zavražděn společně se svou manželkou. Pro řadu komunistických funkcionářů byl proto, ač byl přesvědčeným stoupencem jejich hnutí, nepohodlným a nevypočitatelným členem.
Dne 12. března 1941 byl přímo v divadle spolu s dalšími spolupracovníky zatčen, krátce vězněn na Pankráci a celý zbytek druhé světové války prožil v koncentračních táborech. Nejprve byl v Terezíně, dne 27. června 1941 byl převezen do Dachau a nakonec 7. srpna 1942 do Neuengamme (předměstí Hamburku), zde pracoval v továrně s válečnou výrobou. Ve volném čase se, podle svých vzpomínek, podílel na organizaci ilegálních kulturních pořadů pro vězně. Dne 23. dubna 1945 začala evakuace tábora, nacisté nahnali deset tisíc vězňů na staré zámořské a vlečné lodě v Lübecké zátoce. Lodě byly označeny vlajkami německého válečného námořnictva. Dne 3. května 1945 se mu za dramatických okolností podařilo zachránit se z lodi Cap Arcona po útoku britského královského letectva RAF. Byl tak jedním ze 34 českých zachráněných vězňů. Do Čech se vrátil 6. června, kdy mu s návratem pomohl literární kritik Antonín Jaroslav Liehm s přáteli.
Po válce založil ještě divadlo D 46 a D 47, mimo těchto divadel řídil ještě tři brněnské scény a karlínskou operetu, které byly sdruženy do tzv. Družstva divadla práce.
První dva poválečné roky vystupoval jako kulturně politický komentátor v Čs. rozhlase. V letech 1945–9 řídil týdeník Kulturní politika, v němž působila řada později známých novinářů – Antonín Jaroslav Liehm, Stanislav Budín aj. V roce 1946 podepsal prokomunistické „Májové poselství kulturních pracovníků českému lidu!“ publikované před volbami do Národního shromáždění v květnu 1946. Tento manifest podepsalo celkem 843 kulturních pracovníků a komunisté tyto volby vyhráli. V roce 1948 podepsal výzvu prokomunistické inteligence Kupředu, zpátky ni krok!, jež byla vydána dne 25. února 1948 na podporu komunistického převratu.
Ve volbách roku 1948 byl zvolen do Národního shromáždění za KSČ ve volebním kraji Kladno. Zasedal zde do konce funkčního období, tedy do roku 1954. Roku 1951 poté, co hrozil bezprostřední zánik jeho divadla, převedl své D 51 do svazku Československé armády, a to se pak stalo Armádním uměleckým divadlem. V roce 1955 z armády odešel a toto divadlo přejmenoval opět na D 34.
V poválečné době se stal jedním z předních účastníků nastupující nomenklatury komunistické kultury. Patřil však k osobnostem, které byly do značné míry režimu nepohodlné a nevypočitatelné a byl často kritizován zprava i zleva.
V roce 1954 byl jmenován národním umělcem. V roce 1958 navštívil SSSR a pod vlivem Chruščovovy kritiky Stalina a jeho praktik vystoupil ve Španělském sále Pražského hradu se zásadním sebekritickým projevem.
Byl několikrát ženatý – s první ženou Ludmilou Matějovskou (nar. 1902), absolventkou mistrovské školy pražské konzervatoře, se oženil v roce 1927 a rozvedl v roce 1931. V roce 1934 se oženil s Marií Šubrtovou (nar. 1906), se kterou se seznámil v Brně, kde studovala na Filosofické fakultě Masarykovy university. Jeho poslední manželkou byla Zuzana Kočová (1922–1988).

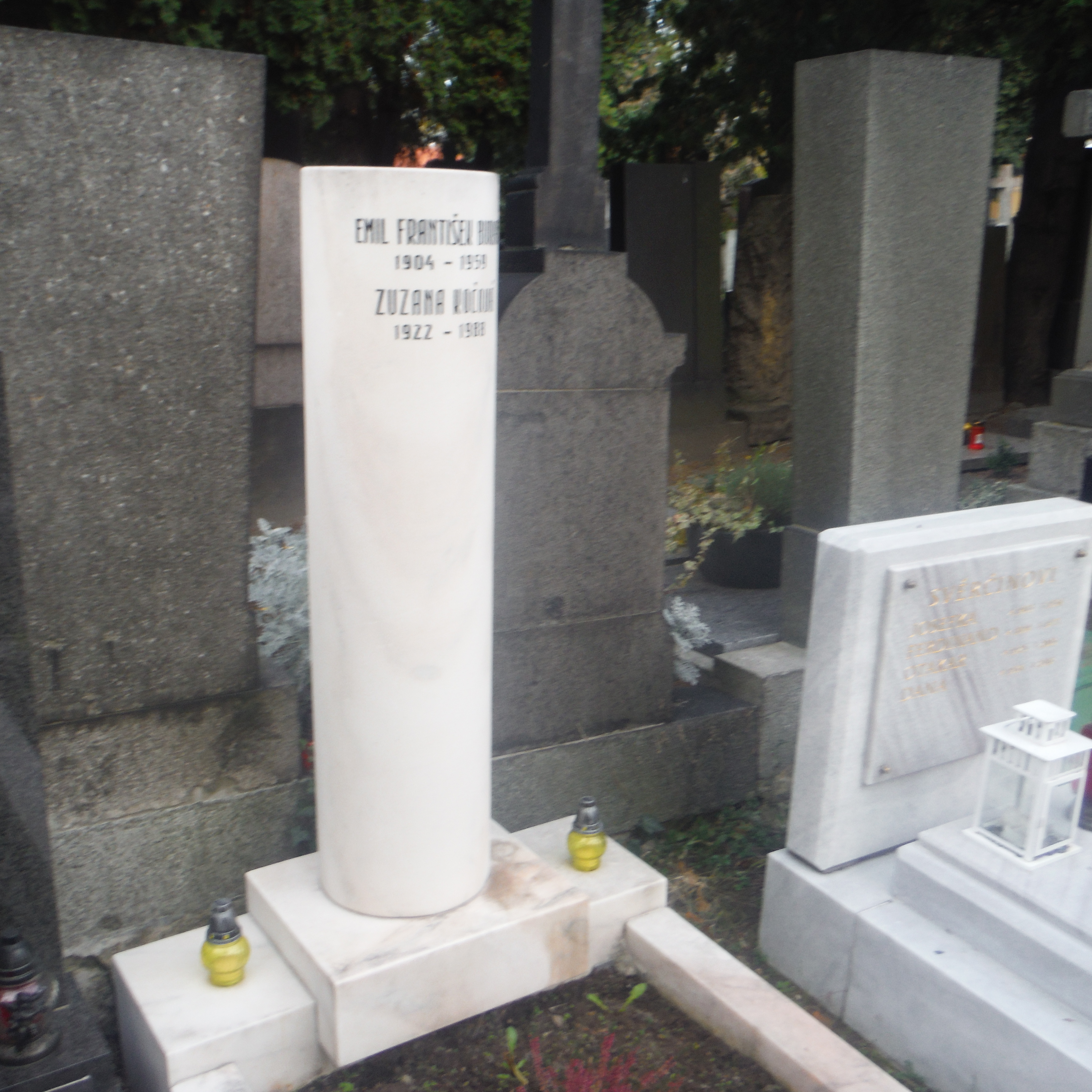
Hrob Emila Františka Buriana na Vyšehradském hřbitově

Zemřel 9. srpna 1959 v Praze za nevyjasněných okolností ve státním sanatoriu na selhání jater. Pohřben je v Praze na Vyšehradském hřbitově.

## Citát
Viděl jsem sta a sta poprav, při západu slunce, tam na severu v Neuengamme. Docela symbolicky nikdy nepršelo a nikdy nebyla mlha v těch strašných chvílích, kdy kamarád za kamarádem vystupovali na šibenici. Je to zvláštní, celý den mohlo pršet, celý den mohla být obloha zatažena, ale večer, když se popravovalo, vysvitlo vždycky slunce. A v tom slunci, vy šťastní, kteří jste to neviděli, v tom slunci umírali hrdinové. Každý umíral s nějakým pozdravem. Každý poslal směrem k západu slunce několik posledních přání. A ta slova, a ta přání vám, milí kamarádi, od nich nesu: Vy, kteří jste se dožili toho štěstí, že ožíváte ve svobodě, nezapomeňte, že my jsme tady padli za vás. Nezapomeňte, že jste pokračovateli našeho hrdinství. Veďte naše děti cestou za pravdou, spravedlností a za právem… 
Emil František Burian

## Dílo
Jeho dílo bylo ovlivněno dadaismem, futurismem a poetismem, je silně levicové a prakticky místy až agitační. Přesto především svou divadelní tvorbou pozitivně ovlivnil celé moderní české divadlo. Jeho inscenační postupy byly na svou dobu objevné (metafora jako hlavní výrazový prostředek, poezie, symbol, „vynálezy“ theatergraph a voice-band atd.) a divadlo z nich čerpá dodnes.

### Filmová režie
- Věra Lukášová (1939), vlastní scénář podle novely Boženy Benešové,
- Chceme žít (1949), vlastní scénář podle románu Karla Nového.

### Hudební dílo
Kromě filmové hudby, oper a baletů psal také scénickou hudbu a koncertních skladby.

#### Filmová hudba
Burian složil hudbu ke dvaceti filmům, například
- Před maturitou (1932), režie Vladislav Vančura a Svatopluk Innemann,
- Ze světa lesních samot (1933), režie Miroslav Josef Krňanský,
- Svítání (1933), režie Václav Kubásek,
- Vojnarka (1936), režie Vladimír Borský,
- Ulička v ráji (1936), režie Martin Frič,
- Jan Výrava (1937), režie Vladimír Borský,
- Věra Lukášová (1939), hudba k vlastnímu filmu,
- Čekanky (1940), režie Vladimír Borský,
- Siréna (1947), režie Karel Steklý, na VIII. Mezinárodním filmovém festivalu v Benátkách získal film kromě Velké ceny také Cenu za filmovou hudbu.
- Chceme žít (1949), hudba k vlastnímu filmu,
- Mordová rokle (1951), režie Jiří Slavíček,
- Psohlavci (1955), režie Martin Frič,
- Cesta do pravěku (1955) Karel Zeman.

#### Opery
- Alladina a Palomid (1923),
- Před slunce východem (1925),
- Bubu z Montparnassu (1927),
- Mistr Ipokras, mastičkář drkolenský (1928),
- Maryša (1940),
- Císařovy nové šaty (1947),
- Opera z pouti (1955),
- Račte odpustit (1956),
- Evžen Oněgin (1957), melodrama.

#### Balety
- Autobus (1928),
- Fagot a flétna (1920).

#### Orchestrální díla
- Symfonie s klavírním sólem, op. 100 (1948)
- 5 Suit poetik (I. 1925, II. 1947, III. 1950, IV. 1951, V. 1953)
- Koncert pro akordeon a orchestr (1949).

### Libreta
- U muziky (1940), libreto k baletu J. Zicha,
- Maryša (1940), libreto k vlastní opeře,
- Císařovy nové šaty (1947), libreto k vlastní opeřče,
- Opera z pouti (1956), libreto k vlastní opeře,
- Evžen Oněgin (1957), libreto k vlastnímu melodramatu.

#### Divadelní dramatizace a režie
- Vojna (1935, dramatická montáž z lidové poezie sebrané K. J. Erbenem),
- Jaroslav Hašek: Dobrý voják Švejk (1935),
- Karel Hynek Mácha: Máj (1935) Hudba Karel Reiner. Premiéra 35' a 36' v D 36. Roku 36' natočil EFB s Voicebandem v Čs rozhlasu inscenaci, ta se stala podle pamětníků legendou, avšak záznam se nepodařilo v archivu ČsR nalézt. Existuje jen několik natočených snímků Máchových znělek.[zdroj?] Rok 1936 bylo právě 100. výročí Máchova úmrtí.
- Karel Hynek Mácha: Kat (1936),
- Frank Wedekind: Procitnutí jara (1936),
- Alexandr Sergejevič Puškin: Evžen Oněgin (1937),
- Johann Wolfgang Goethe: Utrpení mladého Werthera (1938),
- První lidová suita (1938), obsahuje Hra o sv. Dorotě, Salička a Žebravý Bakus,
- Druhá lidová suita (1939), obsahuje Vojáci sv. Řehoře, Komedie o Františce a Honzíčkovi a Jak se kdy v Čechách strašívalo,
- Viktor Dyk: Krysař (1940),
- Charles de Coster: Ulenspiegel (1946),
- Fjodor Michajlovič Dostojevskij: Bílé noci (1946),
- Marie Majerová: Siréna (1950),
- a další

#### Divadelní hry
Vlastní divadelní hry začal Burian psát až po roce 1945, kdy se zcela přiklonil k modelu socialistického realismu a stal se jeho zaujatým obhájcem.
- Hráze mezi námi (1947),
- Krčma na břehu (1948),
- Láska ze všech nejkrásnější (1948),
- Není pozdě na štěstí? (1948),
- Pařeniště (1950),
- Ani láska není sama (1957).
- Proč žiješ, Václave Řího? (1958),
- Dálky (1959),
- Rozcestí (1959).

### Literární dílo
Burianovo literární dílo zahrnuje filmové scénáře, libreta, divadelní hry a dramatizace (viz výše), básně, beletrii a práce o hudbě a divadle.
- Idioteon (1926), básně,
- O moderní ruské hudbě. Populární úvod (1926), studie,
- Polydynamika (1926), studie,
- Jazz (1928), studie,
- Černošské tance (1929), stať k fotografiím,
- Divadlo práce. Studie divadelního prostoru (1938),
- O nové divadlo 1930–1940 (1946), výbor z prací, obsahuje např. Zameťte jeviště (1936) nebo Pojďte, lidé, na divadla s železnýma kladivama (1940).
- Jeden ze všech (1947), román ve verších (v tom samém roce také inscenováno),
- Viděno slzami (1947), básně z let 1925–1947,
- Atomový mír (1950), báseň (v témže roce také inscenováno),
- Horkým srdcem (1950), básně,
- Osm odtamtud (1954), povídky, rozšířeno 1956 s titulem Osm odtamtud a další z řady,
- Vítězové (1955), román, roku 1965 rozšířeno o druhou část s titulem Trosečníci z Cap Arcony,
- Básně (1955).